# روتاکس
روتاکس نام تجاری برای دامنه گسترده‌ای از موتورهای درون‌سوز است که توسط شرکت اتریشی روتاکس تولید شده و توسعه می‌یابند. این شرکت متعلق به ابرشرکت بمباردیه کانادا است.

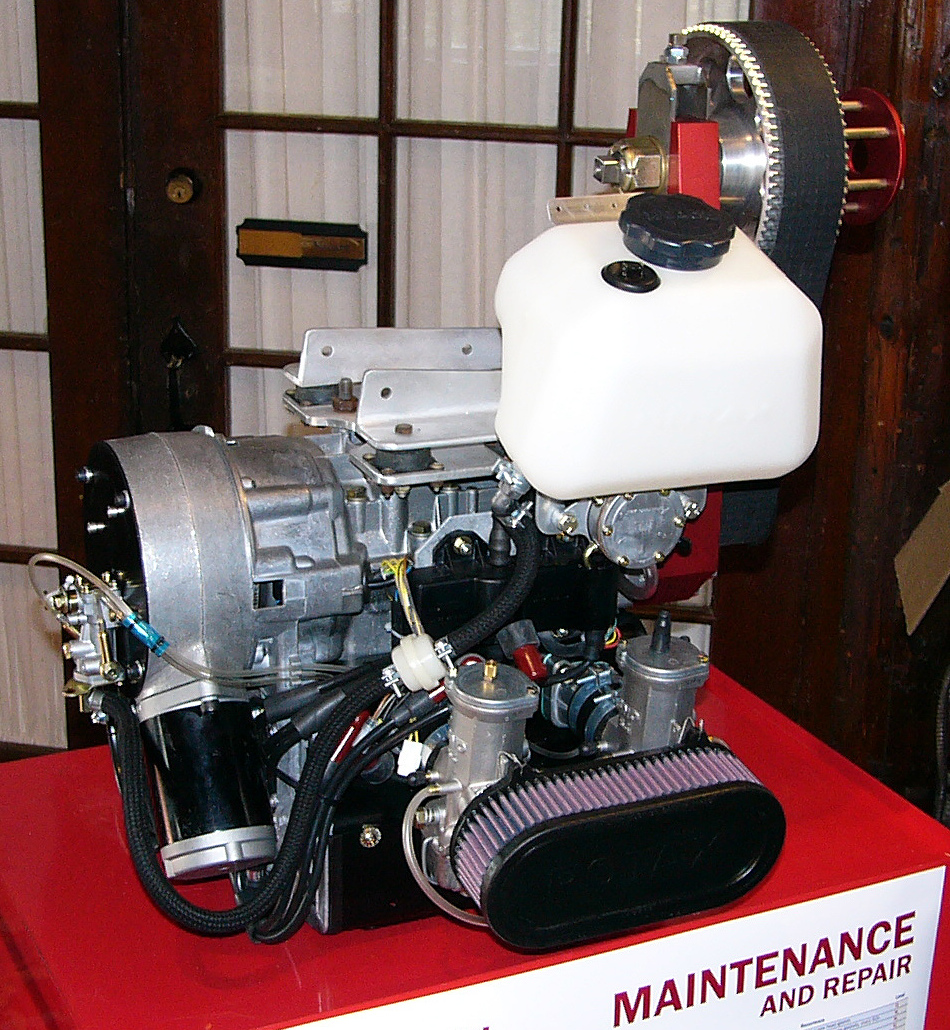
روتاکس ۵۰۳

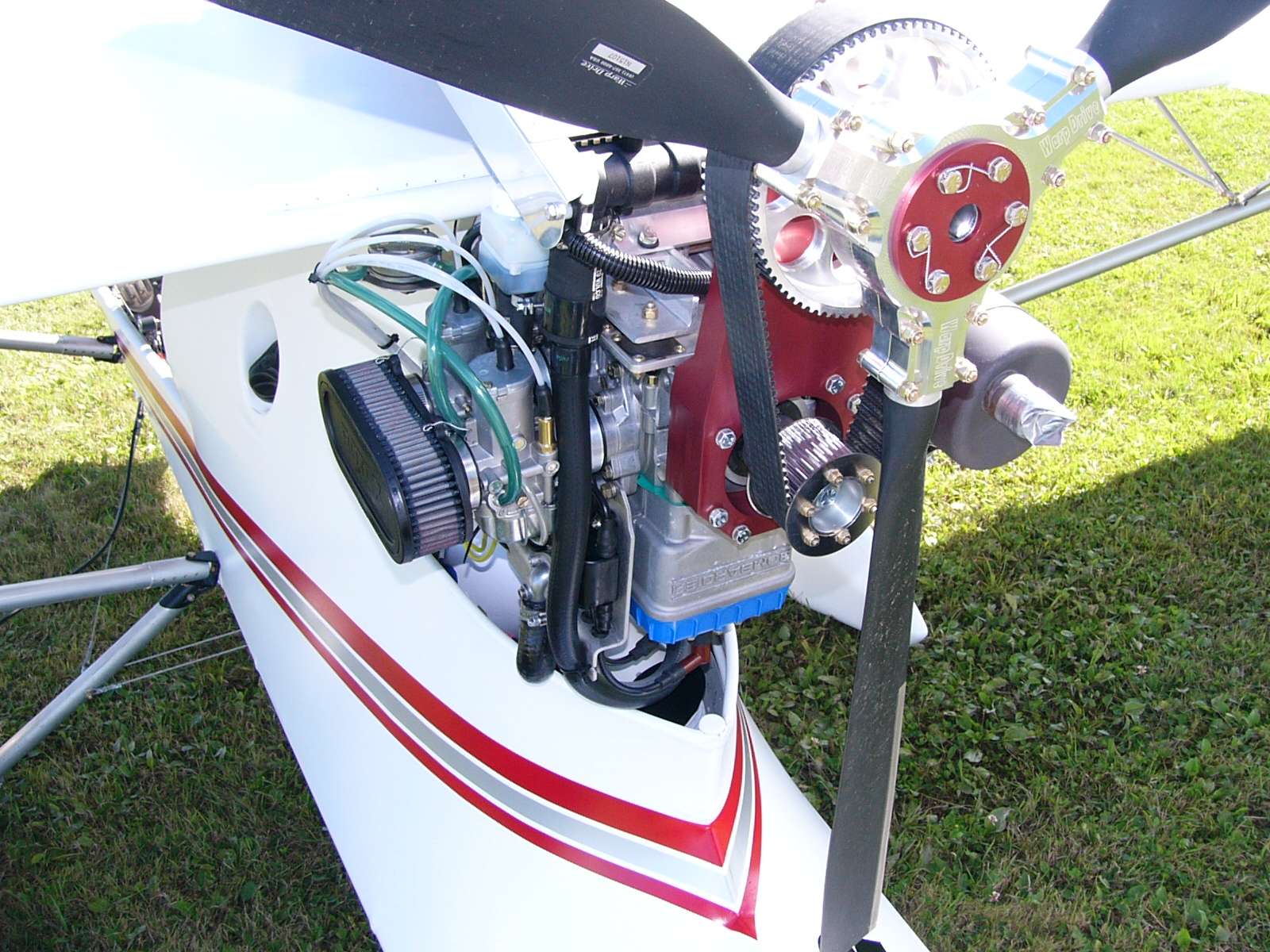
روتاکس ۵۸۲